# Giovanna I d'Alvernia
Giovanna I d'Alvernia (in francese Jeanne Ire d’Auvergne) (8 maggio 1326 – Castello di Vadans, 29 settembre 1360), fu contessa d'Alvernia e di Boulogne dal 1332, reggente delle contee di Borgogna e di Artois e del ducato di Borgogna dal 1349 ed infine fu regina consorte di Francia dal 1350 alla sua morte.
Inoltre dal 9 febbraio al 22 agosto del 1350 fu duchessa consorte di Normandia.

## Origine
Giovanna, secondo il testamento del padre redatto il primo agosto 1332, era la figlia secondogenita del conte d'Alvernia e conte di Boulogne, Guglielmo XII di Clermont e di Margherita d'Évreux, figlia del conte di Evreux, Luigi (figlio del re di Francia, Filippo III, fratellastro di Filippo IV il Bello e zio di Carlo IV il Bello) e di Margherita d'Artois (discendente da Roberto I d'Artois, fratello del Re di Francia Luigi IX il Santo); ed era sorella del futuro re di Navarra, Filippo.
Secondo l'estratto del registro XLVIII della cancelleria del re di Francia, Filippo IV il Bello, riportato nella Histoire généalogique de la maison d'Auvergne, Guglielmo XII di Clermont era l'unico figlio del conte d'Alvernia e conte di Boulogne, Roberto VI di Clermont e della sua prima moglie, Bianca di Clermont (morta nel 1304), figlia di Roberto di Francia, conte di Clermont, e di Beatrice di Borgogna, dama di Borbone, come viene confermato da un documento della Histoire généalogique de la maison d'Auvergne, datato 1379 in cui Luigi II di Borbone, riporta che il suo avo, Roberto di Francia, figlio di Luigi IX il Santo, dal suo matrimonio ebbe due figli: Luigi e Bianca che sposò Roberto, futuro conte d'Alvernia e di Boulogne.

## Biografia
Il primo agosto 1332, suo padre, Guglielmo XII, prossimo alla morte, redasse il testamento in cui designava sua erede Giovanna, l'unica figlia ancora vivente, sotto tutela della madre, Margherita d'Évreux. Il testamento si può consultare nelle Preuves de l'Histoire généalogique de la maison d'Auvergne.
Come risulta dall'estratto dei necrologi del convento dei Cordiglieri di Clermont, Guglielmo XII morì il 6 agosto 1332, nel castello di Vic-le-Comte e Giovanna gli succedette, sotto tutela della madre, Margherita.
Un documento del 1334 conferma che Giovanna è contessa d'Alvernia e di Boulogne, sotto tutela della madre, Margherita d'Évreux.
Nel novembre 1338, Giovanna, come ci conferma la Histoire généalogique des ducs de Bourgogne de la maison de France, sposò Filippo di Borgogna, il figlio maschio primogenito ed erede del Duca di Borgogna, Oddone IV e della moglie, la contessa di Borgogna e di Artois, Giovanna III detta anche Giovanna di Francia (1308-1347); all'atto del matrimonio, il padre dello sposo concesse a Filippo il diritto di fregiarsi del titolo di conte di Artois, come ci conferma la Histoire généalogique des ducs de Bourgogne de la maison de France.
Per questo matrimonio, causa consanguineità, fu necessaria la dispensa papale, di papa Giovanni XXII, come ci viene confermato dal documento n° CCLVII, datato 20 aprile 1333 delle Preuves de l'Histoire générale et particulière de Bourgogne, tome II. Il contratto di matrimonio fu redatto due mesi prima, il 26 Settembre, come ci viene confermato dal documento n° CCLXV, datato 26 Settembre 1338 delle Preuves de l'Histoire générale et particulière de Bourgogne, tome II.
Nel 1346, durante la guerra dei cent'anni, all'assedio del castello d'Aiguillon, condotto da suo cugino, Giovanni di Francia, il futuro re di Francia, Giovanni il Buono, nel mese di agosto, suo marito, Filippo, mentre accorreva sul luogo dove avveniva una scaramuccia, subì gravi ferite per una caduta del suo cavallo, che lo trascinò a terra e lo schiacciò sotto il peso del proprio corpo; a seguito delle ferite riportate, Filippo morì il 22 settembre di quello stesso anno. Secondo la Histoire des ducs de Bourgogne de la race capétienne, vol. VIII, Filippo morì l'11 agosto e, a seguito di questo tragico evento che addolorò, sia l'erede al trono di Francia, Giovanni il Buono, che il padre di Filippo, Oddone IV, anche lui presente all'assedio; il cadavere fu portato ad Agen e l'assedio fu tolto il 20 agosto.
Sempre nel 1346, dopo la morte del marito, Filippo di Borgogna, che aveva lasciato un solo figlio maschio, anche lui di nome Filippo, suo suocero, Oddone IV, fece testamento, designando il bambino come unico suo erede.
Nel 1347, alla morte della suocera di Giovanna, Giovanna di Francia o Giovanna III di Borgogna, i titoli di conte di Borgogna e d'Artois passarono al nipotino Filippo di Rouvres, che era sotto la sua tutela del nonno, Oddone IV.
Suo suocero, Oddone IV, morì il 3 aprile 1349 e fu tumulato nell'Abbazia di Cîteaux, lasciando erede del titolo di duca di Borgogna il nipotino Filippo, sotto la tutela di Giovanna, come viene confermato dallo storico Jules Viard nel capitolo XLIV de Les Grandes Chroniques de France, Tome IX.

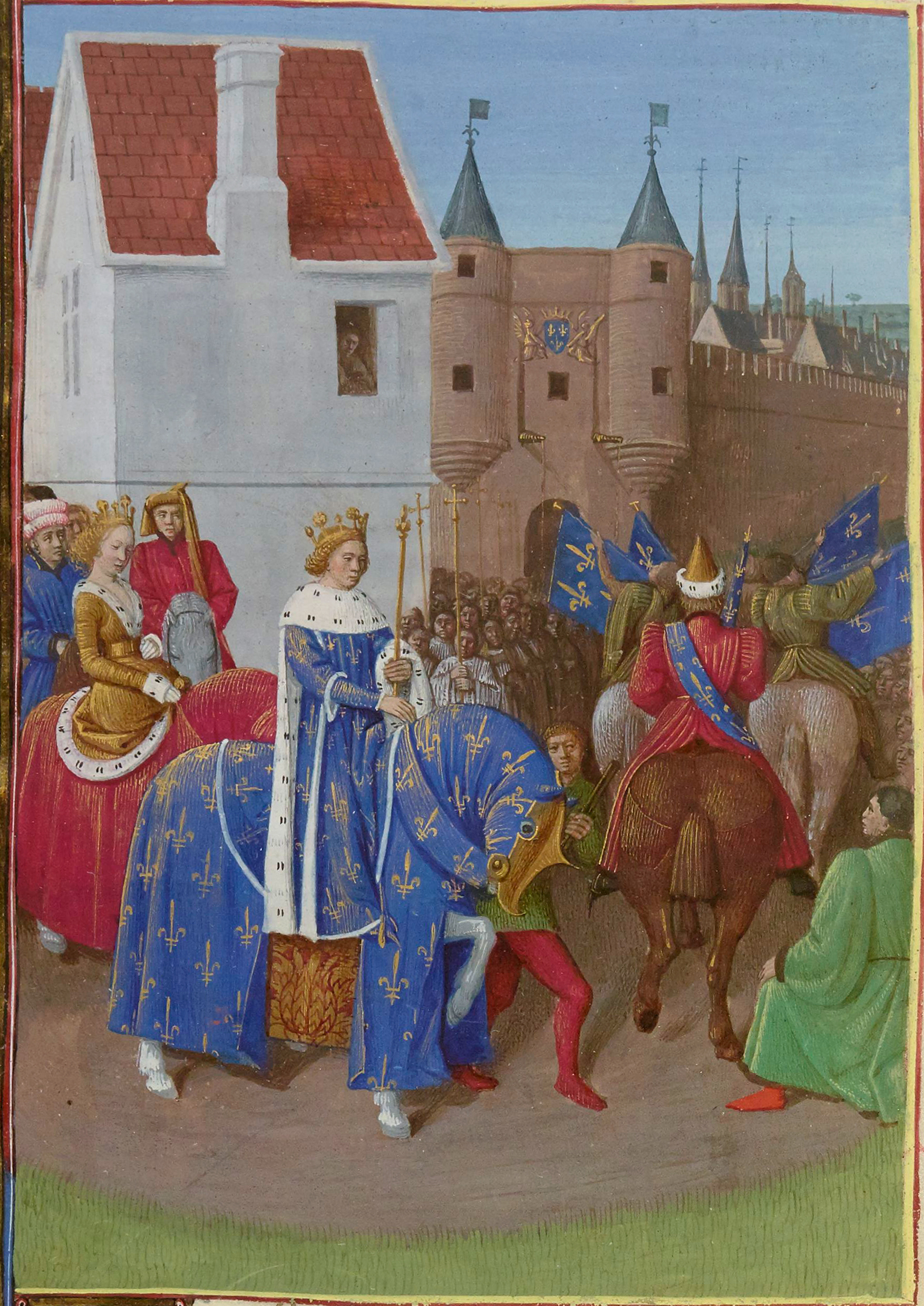
Giovanni II entra solennemente a Parigi con Giovanna d'Alvernia dopo l'incoronazione.

Giovanna, il 9 febbraio 1350, sposò, in seconde nozze, a Feucherolles, presso Saint-Germain-en-Laye, l'erede al trono di Francia, il duca di Normandia, Giovanni il Buono, vedovo di Bona di Lussemburgo, morta di peste nera, da cui aveva avuto otto figli.
Alcuni mesi dopo, il 22 agosto, suo marito Giovanni divenne il re di Francia, Giovanni II, e Giovanna assieme al marito fu consacrata ed incoronata regina assieme al marito a Reims, il 26 settembre 1350.
Giovanna morì durante una epidemia di peste nel Castello di Vadans. Nelle contee d'Alvernia e di Boulogne le succederà il figlio di primo letto, Filippo.

## Discendenza
Giovanna a Filippo diede tre figli:
- Giovanna (1344-1360);
- Margherita (1345-morta giovane);
- Filippo di Rouvres (1346-1361), Conte di Borgogna e di Artois, duca di Borgogna e conte di Alvernia e di Boulogne.

Giovanna a Giovanni diede tre figli morti in fasce:
- Bianca (1350);
- Caterina (1352);
- un maschio (1354).

## Ascendenza
|                          |                        |                              | Genitori                     |  |  | Nonni |  |  | Bisnonni              |  |  | Trisnonni            |  |
|                          |                        |                              |                              |  |  |       |  |  | Roberto VI d'Alvernia |  |  | Roberto V d'Alvernia |  |
|                          |                        |                              |                              |  |  |       |  |  | Roberto VI d'Alvernia |  |  | Roberto V d'Alvernia |  |
|                          |                        | Eleonora di Baffie           |                              |  |  |       |  |  | Roberto VI d'Alvernia |  |  |                      |  |
| Roberto VII d'Alvernia   |                        |                              |                              |  |  |       |  |  | Roberto VI d'Alvernia |  |  |                      |  |
|                          |                        | Beatrice di Montgascon       | Faulcon III de Montgascon    |  |  |       |  |  |                       |  |  |                      |  |
|                          |                        | Beatrice di Montgascon       | Faulcon III de Montgascon    |  |  |       |  |  |                       |  |  |                      |  |
|                          |                        | Beatrice di Montgascon       | Marie de Ventadour           |  |  |       |  |  |                       |  |  |                      |  |
| Guglielmo XII d'Alvernia |                        | Beatrice di Montgascon       |                              |  |  |       |  |  |                       |  |  |                      |  |
|                          |                        | Roberto di Clermont          | Luigi IX di Francia (=24)    |  |  |       |  |  |                       |  |  |                      |  |
|                          |                        | Roberto di Clermont          | Luigi IX di Francia (=24)    |  |  |       |  |  |                       |  |  |                      |  |
|                          |                        | Roberto di Clermont          | Margherita di Provenza (=25) |  |  |       |  |  |                       |  |  |                      |  |
| Blanca di Clermont       |                        | Roberto di Clermont          |                              |  |  |       |  |  |                       |  |  |                      |  |
|                          |                        | Beatrice di Borgogna-Borbone | Giovanni di Borgogna-Borbone |  |  |       |  |  |                       |  |  |                      |  |
|                          |                        | Beatrice di Borgogna-Borbone | Giovanni di Borgogna-Borbone |  |  |       |  |  |                       |  |  |                      |  |
|                          |                        | Beatrice di Borgogna-Borbone | Agnese di Borbone-Dampierre  |  |  |       |  |  |                       |  |  |                      |  |
| Giovanna I d'Alvernia    |                        | Beatrice di Borgogna-Borbone |                              |  |  |       |  |  |                       |  |  |                      |  |
|                          | Filippo III di Francia | Luigi IX di Francia (=20)    |                              |  |  |       |  |  |                       |  |  |                      |  |
|                          | Filippo III di Francia | Luigi IX di Francia (=20)    |                              |  |  |       |  |  |                       |  |  |                      |  |
|                          | Filippo III di Francia | Margherita di Provenza (=21) |                              |  |  |       |  |  |                       |  |  |                      |  |
| Luigi d'Évreux           | Filippo III di Francia |                              |                              |  |  |       |  |  |                       |  |  |                      |  |
|                          |                        | Maria di Brabante            | Enrico III di Brabante       |  |  |       |  |  |                       |  |  |                      |  |
|                          |                        | Maria di Brabante            | Enrico III di Brabante       |  |  |       |  |  |                       |  |  |                      |  |
|                          |                        | Maria di Brabante            | Alice di Borgogna            |  |  |       |  |  |                       |  |  |                      |  |
| Margherita d'Évreux      |                        | Maria di Brabante            |                              |  |  |       |  |  |                       |  |  |                      |  |
|                          |                        | Filippo d'Artois             | Roberto II d'Artois          |  |  |       |  |  |                       |  |  |                      |  |
|                          |                        | Filippo d'Artois             | Roberto II d'Artois          |  |  |       |  |  |                       |  |  |                      |  |
|                          |                        | Filippo d'Artois             | Amicie de Courtenay          |  |  |       |  |  |                       |  |  |                      |  |
| Margherita d'Artois      |                        | Filippo d'Artois             |                              |  |  |       |  |  |                       |  |  |                      |  |
|                          |                        | Bianca di Bretagna           | Giovanni II di Bretagna      |  |  |       |  |  |                       |  |  |                      |  |
|                          |                        | Bianca di Bretagna           | Giovanni II di Bretagna      |  |  |       |  |  |                       |  |  |                      |  |
|                          |                        | Bianca di Bretagna           | Beatrice d'Inghilterra       |  |  |       |  |  |                       |  |  |                      |  |
|                          |                        | Bianca di Bretagna           |                              |  |  |       |  |  |                       |  |  |                      |  |

### Letteratura storiografica
- (FR)  Histoire généalogique de la maison d'Auvergne.
- (FR)  Justel, Histoire généalogique de la maison d'Auvergne.
- (FR)  Baluze, Histoire généalogique de la maison d'Auvergne, tome 1.
- (FR)  Histoire des ducs de Bourgogne de la race capétienne, tome VIII.
- (FR)  Histoire des ducs de Bourgogne de la race capétienne, tome IX.
- (FR)  Histoire généalogique des ducs de Bourgogne de la maison de France.
- (FR)  Viard - Grandes chroniques de France - Tome 9.